# Роберто Альварес
Роберто Альварес (Roberto Alvarez) — домініканський політик та дипломат. Міністр закордонних справ Домініканської Республіки.

## Життєпис
Народився 7 червня 1944 року в місті Санто-Домінго. Отримав ступінь магістра міжнародних відносин у Школі передових міжнародних досліджень Джона Гопкінса (SAIS), також ступінь магістра порівняльного права в Джорджтаунському університеті та ступінь доктора наук в Автономному університеті Санто-Домінго.
З червня 2005 року по вересень 2008 року обіймав посаду постійного представника Домініканської Республіки при Організації американських держав (ОАД) у ранзі посла. Під час роботи в ОАД він працював головою Постійної ради (2005), головою підкомітету з питань політики партнерства заради розвитку Постійного виконавчого комітету Міжамериканської ради інтегрального розвитку (2006—2007) та комітету з юридичних і політичних питань Постійної ради (2007—2008). Він був членом Консультативного комітету Міністерства закордонних справ у ранзі почесного посла з грудня 2008 року до серпня 2010 року, коли пішов у відставку. 10 лютого 2013 року він був обраний XIX щорічною асамблеєю Participación Ciudadana до її Національної ради на два роки.